# Delek US
Delek US Holdings — нефтегазовая компания США. Штаб-квартира компании находится в Брентвуде, пригороде Нашвилла, столицы штата Теннесси. В списке крупнейших компаний США Fortune 500 за 2022 год заняла 346-е место.

## История
Компания была основана в 2001 году Узи Еменом в качестве американского филиала израильской нефтегазовой группы Delek. Первым приобретением стала сеть автозаправок MAPCO Express. Затем компания росла за счёт поглощений. В 2006 году 20 % акций Delek US были размещены на Нью-Йоркской фондовой бирже, в 2014 году материнская группа продала оставшиеся акции. В 2017 году была куплена компания Alon, владевшая НПЗ и сетью автозаправок с продуктовыми магазинами, работавшими под брендом 7-Eleven.

## Деятельность
Компании принадлежит 4 НПЗ общей номинальной производительностью 302 тыс. баррелей в сутки; два из них находятся в Техасе, по одному в Луизиане и Арканзасе. Также в собственности компании находятся нефтехранилища, 3 тыс. км нефтепроводов и 248 АЗС в Техасе и Нью-Мексико.